# Mordecai

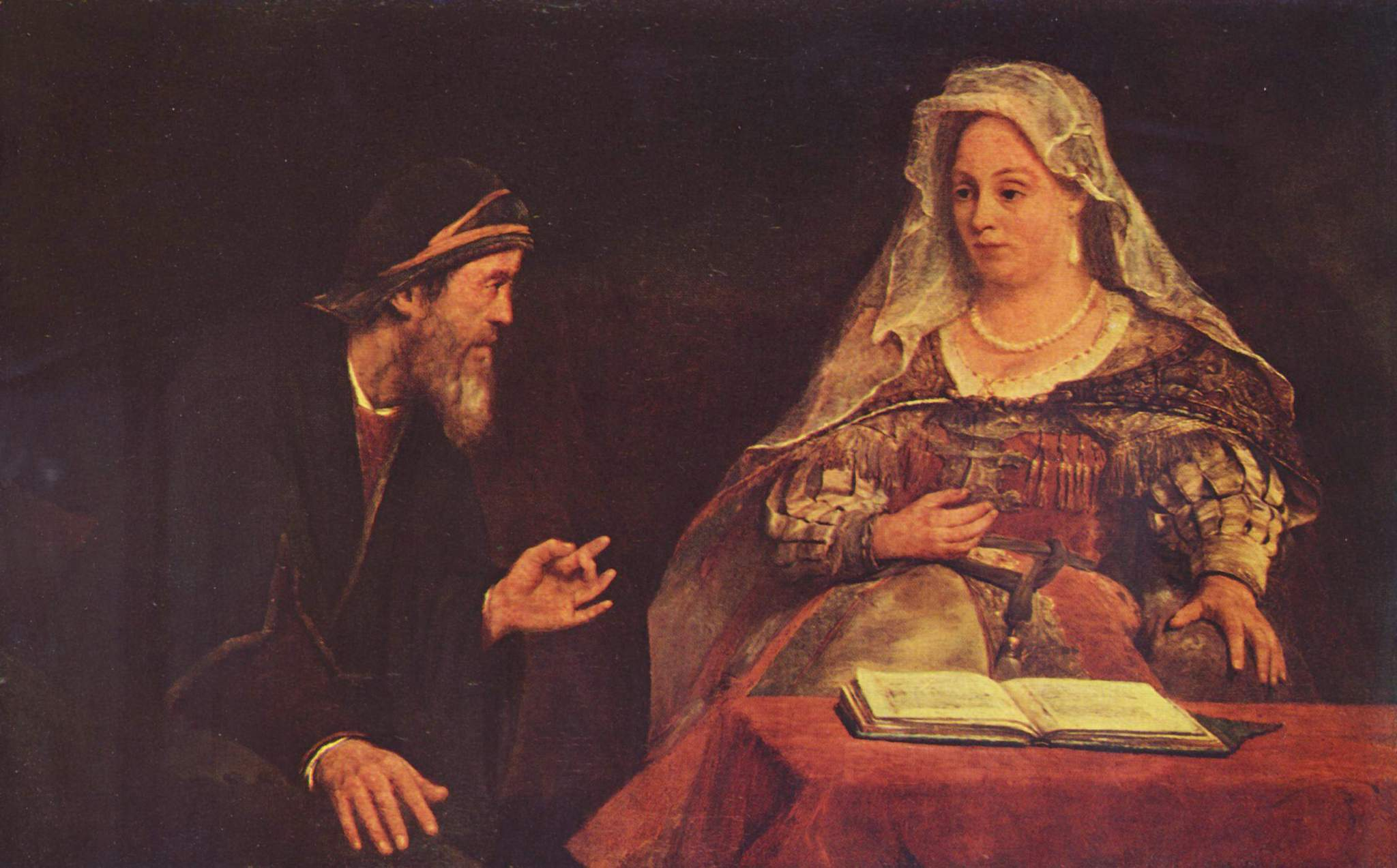
Ester e Mordecai, por Aert de Gelder

Mardoqueu ou Mordecai (em hebraico: מרדכי) é um personagem bíblico que surge no Livro de Ester. O seu nome é derivado da palavra Marduque, nome de uma divindade mesopotâmica. Foram encontrados, em Nipur, textos persas com referência a um oficial dos governos de Dario I e de Artaxerxes I chamado Mardukaya, possivelmente Mardoqueu.
Era primo de Ester que era filha de Abiail, tio de Mardoqueu e, pela morte dos pais desta, a adotou, criando-a como filha. Por tal, mereceu a confiança e obediência de Ester, mesmo quando esta saiu de sua casa para ser rainha do rei Achash Verosh (Assuero ou Xerxes I) do Império Persa.
Na sua apresentação consta que era benjamita descendente de Jair, Simei e Quis. Ora, Quis era o pai de Saul, o primeiro rei de Israel. Este é um dado importante visto que o seu inimigo na história de Ester é Hamã o agagita, ou seja, descendente de Agague (rei dos amalequitas que se opôs a Saul). Este dado quase dá a entender que a sua inimizade de alguma forma representava a inimizade entre Saul e Agague.
Mardoqueu ocupou uma posição de elevado destaque no governo de Achash Verosh após a execução de Hamã.